# Лауреаты Премии Правительства Российской Федерации в области науки и техники (2022)
Лауреаты Премии Правительства Российской Федерации в области науки и техники 2022 года — перечень награждённых правительственной наградой Российской Федерации, присужденной за достижения в науке и технике в 2022 году.
Лауреаты определены Распоряжением Правительства РФ от 26 октября 2022 года № 3179-р на основании рекомендаций Межведомственного совета по присуждению премий Правительства Российской Федерации в области науки и техники.
20 декабря 2022 в Доме Правительства Михаил Мишустин вручил премии Правительства в области науки и техники.
Постановлением Правительства РФ от 24 октября 2013 года № 954 с 1 января 2014 года учреждены 20 ежегодных премий в области науки и техники, в том числе пять премий за работы в сфере обороны и безопасности, в размере 2 млн рублей каждая.

## Легенда
Приводятся данные по премированной работе; фамилии лауреатов, их должность и место работы; номер абзаца в Постановлении

## Лауреаты
| номер работы | Лауреаты | Премированная работа |
| ------------ | --- | --- |
| 1.           | Школьнику Сергею Марковичу, ведущему научному сотруднику — заведующему лабораторией федерального государственного бюджетного учреждения науки Физико-технический институт им. А. Ф. Иоффе Российской академии наук, руководителю работы, Афанасьеву Василию Петровичу, ведущему инженеру лаборатории, Баринову Юрию Алексеевичу, старшему научному сотруднику лаборатории, Забелло Константину Константиновичу, кандидатам физико-математических наук, Логачеву Александру Александровичу, научным сотрудникам лаборатории, — работникам того же учреждения; Чалому Алексею Михайловичу, генеральному директору общества с ограниченной ответственностью «Разумные электрические сети»; Полуяновой Ирине Николаевне, руководителю проектов инженеру-электротехнику лаборатории общества с ограниченной ответственностью «КОНСТРУКТОРСКОЕ БЮРО КОММУТАЦИОННОЙ АППАРАТУРЫ»; Малаховскому Сергею Ивановичу, техническому директору общества с ограниченной ответственностью «ТЭЛ-Электроника» | за физические исследования вакуумной дуги, разработку, серийное производство и внедрение вакуумных дугогасительных камер для интеллектуальных коммутационных аппаратов распределительных сетей                                                                                |
| 2.           | Казанину Алексею Геннадьевичу, доктору экономических наук, кандидату технических наук, генеральному директору акционерного общества «Морская арктическая геологоразведочная экспедиция», руководителю работы, Базилевичу Сергею Олеговичу, начальнику отдела Московского филиала, Куома Дмитрию Георгиевичу, начальнику партии обособленного подразделения в г. Санкт-Петербурге, — работникам того же общества; Долотказину Ильдару Ниязьевичу, кандидату технических наук, техническому директору отдела общества с ограниченной ответственностью «Морской Технический Центр», Зиборову Андрею Владимировичу, главному конструктору отдела, Кошелеву Евгению Александровичу, начальнику отдела, — работникам того же общества; Ерофееву Юрию Георгиевичу, генеральному директору общества с ограниченной ответственностью «Моргеокомплекс»; Агафонову Вадиму Михайловичу, кандидату физико-математических наук, доценту, ведущему научному сотруднику общества с ограниченной ответственностью «Р-сенсорс»; Гладилину Алексею Викторовичу, доктору технических наук, научному руководителю акционерного общества «Акустический институт имени академика Н. Н. Андреева», Петрову Борису Евгеньевичу, начальнику отдела того же общества | за разработку и внедрение инновационной цифровой системы морской сейсморазведки «Краб» с донными регистраторами |
| 3.           | Шиляеву Павлу Владимировичу, кандидату технических наук, генеральному директору публичного акционерного общества «Магнитогорский металлургический комбинат», руководителю работы, Стеканову Павлу Александровичу, ведущему специалисту группы Научно-технического центра того же общества; Корнилову Владимиру Леонидовичу, кандидату технических наук, доценту, заведующему кафедрой автономной некоммерческой организации дополнительного профессионального образования "Корпоративный центр подготовки кадров «Персонал»; Капцану Феликсу Виленовичу, заместителю генерального директора общества с ограниченной ответственностью "Исследовательско-технологический центр «Аусферр», Урцеву Владимиру Николаевичу, генеральному директору, Шмакову Антону Владимировичу, кандидату технических наук, начальнику отдела, — работникам того же общества; Горностыреву Юрию Николаевичу, доктору физико-математических наук, главному научному сотруднику лаборатории федерального государственного бюджетного учреждения науки Институт физики металлов имени М. Н. Михеева Уральского отделения Российской академии наук, Счастливцеву Вадиму Михайловичу, доктору технических наук, профессору, академику Российской академии наук, главному научному сотруднику лаборатории того же учреждения; Сыч Ольге Васильевне, кандидату технических наук, начальнику сектора лаборатории Научно-производственного комплекса N 3 «Конструкционные стали и функциональные материалы для морской техники» федерального государственного унитарного предприятия "Центральный научно-исследовательский институт конструкционных материалов «Прометей» имени И. В. Горынина Национального исследовательского центра «Курчатовский институт»; Платову Сергею Иосифовичу, доктору технических наук, профессору, заведующему кафедрой Института металлургии, машиностроения и материалообработки федерального государственного бюджетного образовательного учреждения высшего образования «Магнитогорский государственный технический университет им. Г. И. Носова» | за разработку, цифровизацию и внедрение комплексных научно-технических решений по производству стального проката нового поколения для базовых отраслей отечественной промышленности                                                                                           |
| 4.           | Шендерюку-Жидкову Александру Владимировичу, сенатору Российской Федерации — представителю от исполнительного органа государственной власти Калининградской области, члену Комитета Совета Федерации по бюджету и финансовым рынкам, руководителю работы, Кандыбовичу Сергею Львовичу, доктору психологических наук, профессору, академику Российской академии образования, директору представительства общества в городе Москве, Пыльневу Андрею Михайловичу, главному технологу Департамента производства, — работникам того же общества; Луценко Александру Владимировичу, председателю совета директоров акционерного общества «Содружество Груп С. А.», Луценко Наталье Ивановне, советнику председателя совета директоров того же общества; Давыдову Сергею Петровичу, заместителю исполнительного директора общества с ограниченной ответственностью Торговый дом «Содружество»; Синеговской Валентине Тимофеевне, доктору сельскохозяйственных наук, профессору, академику Российской академии наук, главному научному сотруднику лаборатории федерального государственного бюджетного научного учреждения Федерального научного центра «Всероссийский научно-исследовательский институт сои»; Зеленской Татьяне Ивановне, кандидату сельскохозяйственных наук, старшему научному сотруднику лаборатории федерального государственного бюджетного образовательного учреждения высшего образования «Белгородский государственный аграрный университет имени В. Я. Горина» | за разработку и создание высококонкурентных отечественных сортов сои, применение инновационных технологий в производстве и переработке семян маслосодержащих культур с целью обеспечения продовольственной безопасности и укрепления экспортного потенциала страны            |
| 5.           | Семенову Геннадию Вячеславовичу, профессору, старшему научному сотруднику лаборатории Центра коллективного пользования «Перспективные упаковочные решения и технологии рециклинга» федерального государственного бюджетного образовательного учреждения высшего образования «Московский государственный университет пищевых производств», руководителю работы, Стрелюхиной Алле Николаевне, доценту, заведующему кафедрой, докторам технических наук, Красновой Ирине Станиславовне, кандидату технических наук, старшему научному сотруднику лаборатории Центра коллективного пользования «Перспективные упаковочные решения и технологии рециклинга», Музыке Максиму Юрьевичу, проректору, — работникам того же учреждения; Журавлевой Екатерине Васильевне, доктору сельскохозяйственных наук, советнику председателя совета директоров акционерного общества «Управляющая компания ЭФКО»; Мазурину Анатолию Николаевичу, индивидуальному предпринимателю; Никитиной Марине Александровне, доктору технических наук, доценту, ведущему научному сотруднику, руководителю направления Центра экономико-аналитических исследований и информационных технологий федерального государственного бюджетного научного учреждения «Федеральный научный центр пищевых систем им. В. М. Горбатова» РАН; Петрову Андрею Николаевичу, доктору технических наук, академику Российской академии наук, руководителю научного направления федерального государственного автономного научного учреждения «Всероссийский научно-исследовательский институт молочной промышленности»; Сорокиной Нинель Петровне, кандидату технических наук, исполняющей обязанности директора федерального государственного бюджетного научного учреждения «Экспериментальная биофабрика» | за создание и внедрение высокоэффективных технологий и оборудования для переработки и хранения сельскохозяйственного сырья, систем контроля и управления качеством пищевой продукции, обеспечивающей здоровье нации, импортозамещение и продовольственную безопасность России |
| 6.           | Каприну Андрею Дмитриевичу, академику Российской академии наук, генеральному директору федерального государственного бюджетного учреждения «Национальный медицинский исследовательский центр радиологии» Министерства здравоохранения Российской Федерации, руководителю работы, Иванову Сергею Анатольевичу, члену-корреспонденту Российской академии наук, директору Медицинского радиологического научного центра имени А. Ф. Цыба — филиала учреждения, докторам медицинских наук, Кучерову Валерию Владимировичу, заведующему отделением — врачу по рентгенэндоваскулярным диагностике и лечению, Петросяну Артуру Павловичу, врачу по рентгенэндоваскулярным диагностике и лечению отделения, кандидатам медицинских наук, — работникам того же филиала учреждения; Майорову Кириллу Владимировичу, кандидату экономических наук, генеральному директору общества с ограниченной ответственностью «БЕБИГ»; Маркову Николаю Владимировичу, кандидату физико-математических наук, руководителю проекта проектного офиса N 4 акционерного общества «Научно-исследовательский институт технической физики и автоматизации» | за разработку и внедрение в клиническую практику отечественных микросфер с радионуклидом иттрий-90 для лечения опухолей печени |
| 7.           | Крылову Владимиру Викторовичу, доктору медицинских наук, профессору, академику Российской академии наук, директору общества с ограниченной ответственностью «Юни Медика», руководителю работы; Дашьяну Владимиру Григорьевичу, доктору медицинских наук, профессору кафедры федерального государственного бюджетного образовательного учреждения высшего образования «Московский государственный медико-стоматологический университет имени А. И. Евдокимова» Министерства здравоохранения Российской Федерации; Коновалову Александру Николаевичу, академику Российской академии наук, почетному президенту федерального государственного автономного учреждения «Национальный медицинский исследовательский центр нейрохирургии имени академика Н. Н. Бурденко» Министерства здравоохранения Российской Федерации, Усачеву Дмитрию Юрьевичу, директору, Элиаве Шалве Шалвовичу, заведующему отделением — врачу-нейрохирургу, членам-корреспондентам Российской академии наук, докторам медицинских наук, профессорам, — работникам того же учреждения; Пирадову Михаилу Александровичу, академику Российской академии наук, директору федерального государственного бюджетного научного учреждения «Научный центр неврологии», Танашян Маринэ Мовсесовне, члену-корреспонденту Российской академии наук, заместителю директора того же учреждения, докторам медицинских наук, профессорам; Леменеву Владимиру Леоновичу, профессору, научному консультанту отделения государственного бюджетного учреждения здравоохранения города Москвы «Научно-исследовательский институт скорой помощи им. Н. В. Склифосовского Департамента здравоохранения города Москвы», Петрикову Сергею Сергеевичу, члену-корреспонденту Российской академии наук, директору, Попугаеву Константину Александровичу, заместителю директора — руководителю регионального сосудистого центра на базе НИИ скорой помощи им. Н. В. Склифосовского, докторам медицинских наук, — работникам того же учреждения                                                                   | за разработку и внедрение в клиническую практику методов сосудистой нейрохирургии и интенсивной терапии при острой цереброваскулярной патологии |
| 8.           | Котиеву Георгию Олеговичу, доктору технических наук, профессору, заведующему кафедрой федерального государственного бюджетного образовательного учреждения высшего образования «Московский государственный технический университет имени Н. Э. Баумана (национальный исследовательский университет)», руководителю работы, Бутаровичу Дмитрию Олеговичу, Захарову Александру Юрьевичу, Карташову Александру Борисовичу, Смирнову Александру Анатольевичу, кандидатам технических наук, доцентам кафедры того же учреждения; Годжаеву Захиду Адыгезал оглы, доктору технических наук, профессору, члену-корреспонденту Российской академии наук, главному научному сотруднику лаборатории федерального государственного бюджетного научного учреждения «Федеральный научный агроинженерный центр ВИМ»; Князькову Вадиму Николаевичу, кандидату технических наук, президенту общества с ограниченной ответственностью научно-производственной фирмы «ТРЭКОЛ»; Шапиро Вадиму Яковлевичу, кандидату технических наук, старшему научному сотруднику, генеральному директору Ассоциации «Арктиктранс» по разработке, изготовлению и реализации экологичных вездеходных транспортных средств на пневматиках; Котляренко Владимиру Ивановичу, доктору технических наук, старшему научному сотруднику, ведущему эксперту Экспертного совета федерального государственного унитарного предприятия "Центральный ордена Трудового Красного Знамени научно-исследовательский автомобильный и автомоторный институт «НАМИ»; Белякову Владимиру Викторовичу, доктору технических наук, профессору, начальнику Управления научно-исследовательских и инновационных работ федерального государственного бюджетного образовательного учреждения высшего образования «Нижегородский государственный технический университет им. Р. Е. Алексеева» | за разработку высокоэффективных колесных транспортно-технологических средств для ускоренного социально-экономического развития территорий Крайнего Севера Российской Федерации                                                                                                |
| 9.           | Юсупову Рафаэлю Мидхатовичу, члену-корреспонденту Российской академии наук, руководителю научного направления Санкт-Петербургского института информатики и автоматизации Российской академии наук — структурного подразделения федерального государственного бюджетного учреждения науки «Санкт-Петербургский Федеральный исследовательский центр Российской академии наук», руководителю работы, Ронжину Андрею Леонидовичу, директору, Соколову Борису Владимировичу, главному научному сотруднику лаборатории, профессорам, Карпову Алексею Анатольевичу, доценту, главному научному сотруднику лаборатории, Потрясаеву Семену Алексеевичу, ведущему научному сотруднику лаборатории, докторам технических наук, — работникам того же учреждения; Охтилеву Михаилу Юрьевичу, доктору технических наук, профессору, генеральному директору акционерного общества "Научно-исследовательский и опытно-экспериментальный центр интеллектуальных технологий «Петрокомета»; Желтову Сергею Юрьевичу, доктору технических наук, профессору, академику Российской академии наук, заместителю генерального директора федерального государственного унитарного предприятия «Государственный научно-исследовательский институт авиационных систем»; Давыдову Андрею Павловичу, кандидату технических наук, бывшему главному конструктору закрытого акционерного общества «Универсал-Аэро», Сиротину Якову Давидовичу, бывшему заместителю генерального директора, Стыскину Марку Михайловичу, начальнику отдела, — работникам того же общества | за разработку и внедрение комплекса отечественных интеллектуальных наземных транспортно-технологических средств обслуживания судов гражданской авиации в едином цифровом пространстве аэропорта                                                                               |
| 10.          | Круглову Александру Викторовичу, доктору технических наук, профессору, заместителю генерального директора акционерного общества «Российская корпорация ракетно-космического приборостроения и информационных систем», руководителю работы, Булгакову Николаю Николаевичу, директору проектов по созданию командных радиолиний — заместителю генерального конструктора, Разоренову Александру Адольфовичу, начальнику отделения, Сазонову Геннадию Ивановичу, бывшему главному специалисту отдела, — работникам того же общества; Смирнову Сергею Владимировичу, кандидату технических наук, старшему менеджеру отдела общества с ограниченной ответственностью «Студия креативных интернет решений»; Урличичу Юрию Матэвичу, доктору технических наук, профессору, заместителю директора федерального государственного бюджетного учреждения науки Институт металлургии и материаловедения им. А. А. Байкова Российской академии наук; Кутоманову Алексею Юрьевичу, кандидату технических наук, заместителю начальника Центра управления полетами акционерного общества «Центральный научно-исследовательский институт машиностроения», Скоробогатову Олегу Петровичу, доктору военных наук, заместителю генерального директора того же общества; Романову Сергею Юрьевичу, доктору технических наук, первому заместителю генерального конструктора, главному конструктору публичного акционерного общества «Ракетно-космическая корпорация „Энергия“ имени С. П. Королева», Самитову Рашиту Махмутовичу, заместителю генерального конструктора, руководителю Головного конструкторского бюро того же общества | за создание автоматизированной системы управления Российским сегментом Международной космической станции, транспортными пилотируемыми и транспортными грузовыми кораблями |
| 11.          | Малыгину Игорю Геннадьевичу, профессору, директору федерального государственного бюджетного учреждения науки Институт проблем транспорта им. Н. С. Соломенко Российской академии наук, руководителю работы, Гурлеву Игорю Валентиновичу, докторам технических наук, Савушкину Сергею Александровичу, кандидату физико-математических наук, ведущим научным сотрудникам отдела того же учреждения; Макоско Александру Аркадьевичу, доктору технических наук, профессору, члену-корреспонденту Российской академии наук, заместителю президента федерального государственного бюджетного учреждения «Российская академия наук»; Мохову Игорю Ивановичу, доктору физико-математических наук, профессору, академику Российской академии наук, главному научному сотруднику лаборатории федерального государственного бюджетного учреждения науки Институт физики атмосферы им. А. М. Обухова Российской академии наук; Еналееву Анверу Касимовичу, кандидату технических наук, старшему научному сотруднику федерального государственного бюджетного учреждения науки Институт проблем управления им. В. А. Трапезникова Российской академии наук, Цвиркуну Анатолию Даниловичу, Цыганову Владимиру Викторовичу, докторам технических наук, профессорам, главным научным сотрудникам того же учреждения; Бородину Владимиру Алексеевичу, доктору технических наук, члену-корреспонденту Российской академии наук, заместителю генерального директора федерального государственного унитарного предприятия Экспериментальный завод научного приборостроения со Специальным конструкторским бюро Российской академии наук; Гавкалюку Богдану Васильевичу, кандидату технических наук, доценту, начальнику ФГБОУ высшего образования «Санкт-Петербургский университет государственной противопожарной службы МЧС РФ имени Героя России генерала армии Е. Н. Зиничева» | за разработку научно обоснованного комплекса моделей для управления стратегическим развитием транспортной инфраструктуры Сибири, Дальнего Востока и Российской Арктики в условиях изменения климата                                                                           |
| 12.          | Ильичеву Вячеславу Александровичу, доктору технических наук, профессору, академику Российской академии архитектуры и строительных наук, главному научному сотруднику лаборатории федерального государственного бюджетного учреждения «Научно-исследовательский институт строительной физики Российской академии архитектуры и строительных наук», руководителю работы; Никитиной Надежде Сергеевне, кандидату технических наук, профессору кафедры федерального государственного бюджетного образовательного учреждения высшего образования «Национальный исследовательский Московский государственный строительный университет», Никифоровой Надежде Сергеевне, доктору технических наук, профессору кафедры того же учреждения, старшим научным сотрудникам; Белостоцкому Александру Михайловичу, доктору технических наук, профессору, академику Российской академии архитектуры и строительных наук, профессору кафедры федерального государственного автономного образовательного учреждения высшего образования «Российский университет транспорта»; Мангушеву Рашиду Абдулловичу, доктору технических наук, профессору, члену-корреспонденту Российской академии архитектуры и строительных наук, профессору кафедры федерального государственного бюджетного образовательного учреждения высшего образования «Санкт-Петербургский государственный архитектурно-строительный университет», Осокину Анатолию Ивановичу, кандидату технических наук, доценту, заведующему кафедрой того же учреждения; Разводовскому Дмитрию Евгеньевичу, кандидату технических наук, заместителю директора Научно-исследовательского, проектно-изыскательского и конструкторско-технологического института оснований и подземных сооружений им. Н. М. Герсеванова акционерного общества "Научно-исследовательский центр «Строительство»; Шашкину Алексею Георгиевичу, доктору геолого-минералогических наук, генеральному директору общества с ограниченной ответственностью "Институт строительного проектирования «Геореконструкция»                           | за разработку и реализацию научных, проектно-конструкторских и технологических решений строительства подземных объектов и фундаментов сооружений |
| 13.          | Гурьеву Владимиру Владимировичу, доктору технических наук, профессору, руководителю управления Департамента комплексной градостроительной безопасности ФГБУ «Центральный научно-исследовательский и проектный институт Министерства строительства и жилищно-коммунального хозяйства РФ», руководителю работы, Акбиеву Рустаму Тогановичу, кандидату технических наук, руководителю Департамента комплексной градостроительной безопасности, Михееву Дмитрию Владимировичу, кандидату экономических наук, генеральному директору, — работникам того же учреждения; Агаларову Арасу Искендеру оглы, кандидату экономических наук, Генеральному директору (Президенту) акционерного общества «КРОКУС ИНТЕРНЭШНЛ»; Дмитриеву Александру Николаевичу, доктору технических наук, главному инженеру общества с ограниченной ответственностью Специализированное научно-техническое предприятие «Профинж», Дорофееву Владимиру Михайловичу, кандидату физико-математических наук, старшему научному сотруднику, научному руководителю того же общества; Еманову Алексею Александровичу, кандидату геолого-минералогических наук, заместителю директора Алтае-Саянского филиала федерального государственного бюджетного учреждения науки Федерального исследовательского центра «Единая геофизическая служба Российской академии наук»; Заалишвили Владиславу Борисовичу, доктору физико-математических наук, профессору, научному руководителю Геофизического института — филиала федерального государственного бюджетного учреждения науки Федерального научного центра «Владикавказский научный центр Российской академии наук»; Келасьеву Николаю Геннадьевичу, генеральному директору акционерного общества «Центральный научно-исследовательский и проектно-экспериментальный институт промышленных зданий и сооружений — ЦНИИПромзданий», Лысову Дмитрию Анатольевичу, первому заместителю руководителя Центра по безопасной эксплуатации зданий и сооружений того же общества, кандидатам технических наук                                             | за разработку и внедрение универсальной технологии оценки и контроля механической безопасности зданий и сооружений при развитии застроенных территорий с особыми природными и техногенными условиями                                                                          |
| 14.          | Проворову Николаю Александровичу, директору федерального государственного бюджетного научного учреждения «Всероссийский научно-исследовательский институт сельскохозяйственной микробиологии», руководителю работы, Нижникову Антону Александровичу, главному научному сотруднику лаборатории, докторам биологических наук, Кожемякову Андрею Петровичу, Сафроновой Вере Игоревне, Чеботарю Владимиру Кузьмичу, ведущим научным сотрудникам лабораторий, Лактионову Юрию Владимировичу, старшему научному сотруднику лаборатории, кандидатам биологических наук, Яхно Виталию Валерьевичу, заместителю директора, — работникам того же учреждения; Ерофееву Сергею Викторовичу, заместителю генерального директора общества с ограниченной ответственностью «БИСОЛБИ-ИНТЕР»; Завалину Алексею Анатольевичу, доктору сельскохозяйственных наук, профессору, академику Российской академии наук, научному руководителю федерального государственного бюджетного научного учреждения «Всероссийский научно-исследовательский институт агрохимии имени Д. Н. Прянишникова»; Ибатуллиной Римме Петровне, кандидату биологических наук, директору общества с ограниченной ответственностью "Научно-производственный институт «Биопрепараты» | за разработку и внедрение в производство новых микробиологических препаратов для современного земледелия с минимальным экологическим риском, обеспечивающих питание растений и их защиту от вредителей и патогенов                                                            |
| 15.          | Воронину Сергею Петровичу, генеральному директору акционерного общества «Биоамид», руководителю работы, Гуменюку Анатолию Петровичу, заведующему лабораторией, кандидатам химических наук, Давыдовой Дарье Сергеевне, заместителю генерального директора, Синолицкому Максиму Константиновичу, главному научному сотруднику, — работникам того же общества; Алейнику Станиславу Николаевичу, кандидату технических наук, доценту, ректору федерального государственного бюджетного образовательного учреждения высшего образования «Белгородский государственный аграрный университет имени В. Я. Горина»; Егорову Ивану Афанасьевичу, доктору биологических наук, руководителю научного направления федерального государственного бюджетного научного учреждения Федерального научного центра «Всероссийский научно-исследовательский и технологический институт птицеводства» Российской академии наук, Фисинину Владимиру Ивановичу, доктору сельскохозяйственный наук, научному руководителю того же учреждения, профессорам, академикам Российской академии наук; Ефимову Михаилу Ивановичу, главному инженеру общества с ограниченной ответственностью Производственное объединение «Сиббиофарм»; Комиссарову Василию Борисовичу, кандидату ветеринарных наук, генеральному директору акционерного общества «Галичское» по птицеводству; Новикову Андрею Дмитриевичу, старшему научному сотруднику геномного центра «Развитие генетических технологий для промышленной микробиологии» Курчатовского комплекса генетических исследований федерального государственного бюджетного учреждения "Национальный исследовательский центр «Курчатовский институт» | за разработку эффективной биотехнологии производства и масштабного использования органического микроэлементного комплекса в промышленном птицеводстве. |